# Молодове I
Молодове I — багатошарове поселення кам'яної доби на правому березі Дністра в урочищі Байлова Ріпа поблизу села Молодове Чернівецької області. Досліджувалася в 1950-х — 1960-х роках О. Чернишем. Зафіксовано 9 культурних шарів: 5 мустьєрських, 4 верхньопалеолітичні.
Близько 60-50 тис. років тому стоянка 5 разів заселювалася неандертальцями, які займалися полюванням на мамонта, коня, зубра, оленя, а також збиральництвом. Мешканці стоянки вміли споруджувати різні за формою та конструкцією житла з кісток великих тварин, виготовляли кам'яні знаряддя (шкребки, ножі, гостроконечники тощо), розробили техніку їх гравірування та фарбування, користувалися вогнем.
У шарах Мустьє знайдені майже округлі знайдені майже округлі (діаметром 6—8 м) великі мамонтові кістки (5 нижньої щелепи, 12 черепів, 15 бивнів, 34 тазові та лопальні кістки й 51 довга кістка). В межах житла було 15 вогневих ям, в яких, окрім спалених кісток, було знайдено обвуглене дерево.
За припущеннями дослідників, житла складалися з дерев'яного каркаса, який було накрито шкірами тварин (прототип юрти). Кістки ж тварин мали одночасно структурну функцію, водночас використовувалися як опора для шкіряно-дерев'яної конструкції самого житла. Така конструкція житла зустрічається в епоху палеоліта на території від Східної Європи (Авдеєво, Добранічевка, Гагаріно, Костенки, Межиріч, Мізин та Пушкарі) до Сибіру (Венера Мальтинська).
Серед верхньопалеолітичних шарів найпоказовішою є колекція 2-го шару, в якому добре представлена не лише кам'яна індустрія, але й вироби з кістки та рогу (молотки, наконечники дротиків). Усі верхньопалеолітичні шари відносяться до ґраветтської культурної традиції. У фауністичному наборі превалює північний олень.